# Unkszta
Unkszta (lit. Ankšta; pol. hist. Unkszcza) – wieś na Litwie, w okręgu wileńskim, w rejonie wileńskim, w gminie Sużany, nad jeziorem Oświe i na terenie Oświeskiego Parku Regionalnego.

## Historia
W dwudziestoleciu międzywojennym zaścianek leżący w Polsce, w województwie wileńskim, w powiecie wileńsko-trockim, w gminie Podbrzezie. W 1931 miejscowość liczyła 21 mieszkańców, zamieszkałych w 3 budynkach.
Unkszta położona była wówczas przy granicy z Litwą. Znajdowała się tu strażnica KOP „Unkszta”. W 1935 ziemia z Unkszty, wraz z ziemią z pięciu innych miejscowości ze strażnicami KOP broniącymi granicy polsko-litewskiej, została przesłana na usypanie Kopca Józefa Piłsudskiego w Krakowie.
Po II wojnie światowej w granicach Związku Sowieckiego. Od 1991 na niepodległej Litwie.